# Benjamin Adams (Politiker)
Benjamin Adams (* 16. Dezember 1764 in Mendon, Worcester County, Province of Massachusetts Bay; † 28. März 1837 in Uxbridge, Massachusetts) war ein US-amerikanischer Politiker. Zwischen 1816 und 1821 vertrat er den Bundesstaat Massachusetts im US-Repräsentantenhaus.

## Werdegang
Benjamin Adams besuchte die öffentlichen Schulen seiner Heimat und studierte danach bis 1788 an der Brown University in Providence (Rhode Island). Nach einem anschließenden Jurastudium und seiner Zulassung als Rechtsanwalt begann er in Uxbridge in diesem Beruf zu arbeiten. Gleichzeitig schlug er als Mitglied der Föderalistischen Partei eine politische Laufbahn ein. Zwischen 1809 und 1814 war er Abgeordneter im Repräsentantenhaus von Massachusetts. In den Jahren 1814 und 1815 gehörte er dem Staatssenat an.
Nach dem Tod des Abgeordneten Elijah Brigham wurde Adams bei der fälligen Nachwahl für den elften Sitz von Massachusetts als dessen Nachfolger in das US-Repräsentantenhaus in Washington, D.C. gewählt, wo er am 2. Dezember 1816 sein Mandat antrat. Nach zwei Wiederwahlen verblieb er bis zum 3. März 1821 im Kongress. In den Jahren 1820 und 1822 bewarb er sich erfolglos um seine Rückkehr in den Kongress. Nach dem Ende seiner Zeit im US-Repräsentantenhaus praktizierte Adams wieder als Anwalt. Zwischen 1822 und 1825 saß er nochmals im Senat von Massachusetts. Er starb am 28. März 1837 in Uxbridge.